# ベルナール・チュミ
ベルナール・チュミ（Bernard Tschumi、1944年1月25日‐）は、スイス生まれの建築家、都市計画家、建築評論家。チューリッヒ工科大学卒業後、英国建築協会付属建築専門大学（通称AAスクール）やプリンストン大学などで教鞭を執る。また現在、コロンビア大学建築・都市計画・保全大学院校長。

## 代表作

### AAスクール時代
- 『ジョイスの庭』プロジェクト
- ラ・ヴィレット公園（1982年）

### その他
- 関西国際空港コンペ案
- 第二国立劇場コンペ案
- フランス国立図書館コンペ案
- 京都駅コンペ案[1]

## 著作
- 『建築と断絶』1994年（山形浩生訳:鹿島出版会、1996年）

## その他
- 新建築住宅設計競技など審査員を歴任。